# Satisfied (Taylor Dayne)
Satisfied è il quinto album in studio della cantante statunitense Taylor Dayne, pubblicato nel 2008. Il disco contiene sia brani originali che cover. Arrivò quasi dieci anni dopo il precedente e ad oggi rimane il suo ultimo lavoro.

## Tracce
1. Beautiful
2. I'm Over My Head
3. My Heart Can't Change
4. She Don't Love You
5. Under the Bridge
6. Satisfied
7. Dedicated
8. Kissing You
9. Crash
10. The Fall
11. Love Chain
12. Fool to Cry
13. Hymn